# Rață mică americană
Rața mică americană (Anas carolinensis) sau rața mică cu aripi verzi este o rață comună și răspândită care se înmulțește în zonele nordice ale Americii de Nord, cu excepția Insulelor Aleutine. A fost considerată o vreme conspecifică cu rața mică (A. crecca), dar cele două au fost de atunci împărțite în specii separate. Societatea Ornitologică Americană continuă să dezbată această determinare; cu toate acestea, aproape toate celelalte autorități o consideră distinctă pe baza dovezilor comportamentale, morfologice, și moleculare. Denumirea științifică provine din latinescul Anas, „rață” și carolinensis, „din Carolina”.